# Stearin

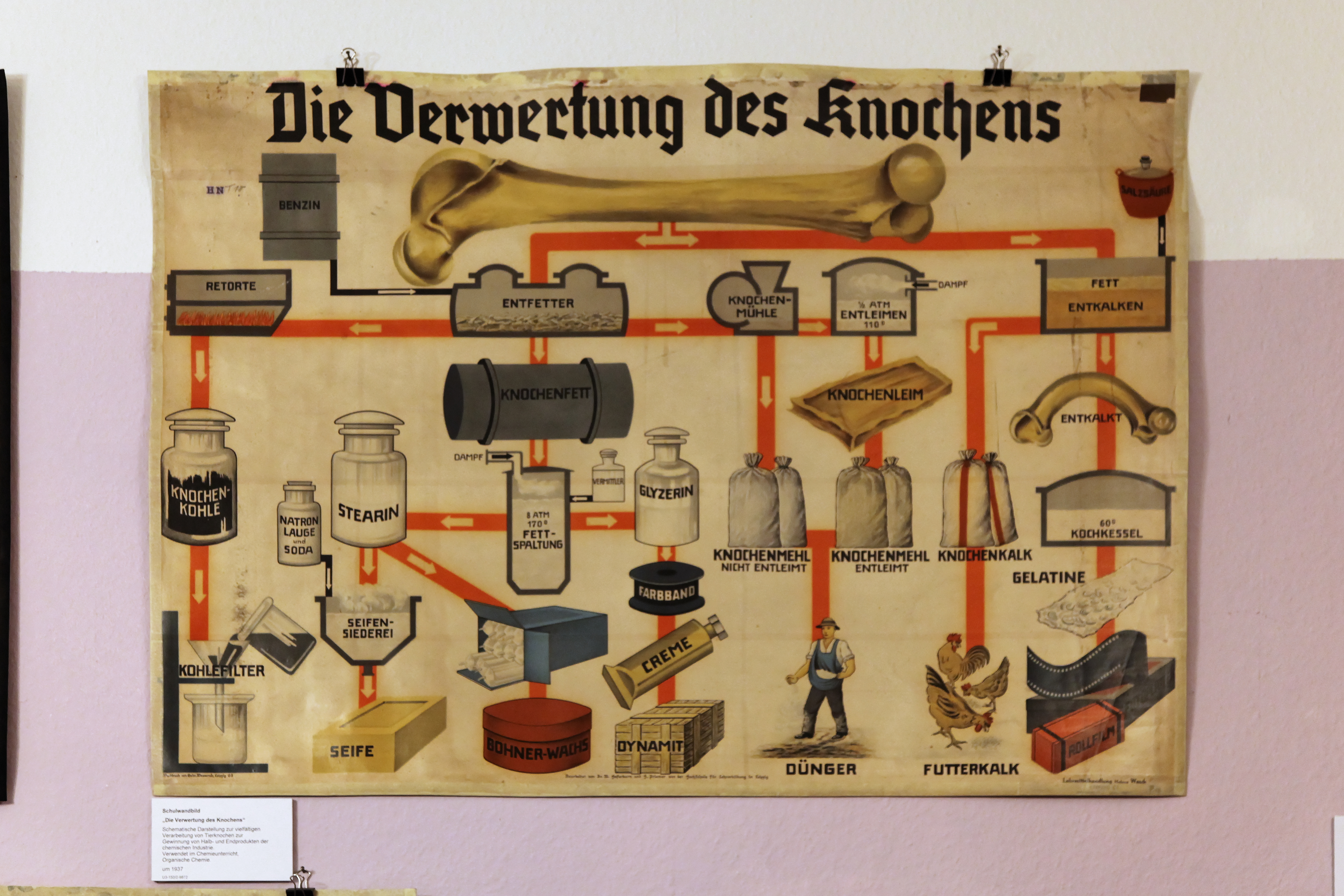
Stearin auf der Schautafel „Die Verwertung des Knochens“

Stearin ist ein Gemisch aus Stearin- und Palmitinsäure, das aus den in pflanzlichen und tierischen Fetten und Ölen enthaltenen  Triglyceriden gewonnen wird, indem diese verseift und die Seifenlauge anschließend angesäuert wird. Stearin wird unter anderem zur Herstellung von Kerzen und Seifen verwendet.
In der englischen Sprache ist mit Stearin in der Regel das Glyceroltristearat (Tristearin) gemeint.
Stearin wurde 1818 als geeigneter Kerzenrohstoff entdeckt. Stearin wird ebenfalls als Zusatz von industriell angewendeten Schmierstoffen eingesetzt, um die Trennfähigkeit zu erhöhen.

## Eigenschaften
Der Schmelzbereich von Stearin liegt je nach Zusammensetzung zwischen 55 und 70 °C. Im Gegensatz zu Paraffin, das ein Nebenprodukt der Erdölverarbeitung ist, wird Stearin hauptsächlich aus pflanzlichem Palmöl oder aus tierischem Fett gewonnen und ist biologisch abbaubar.

## Stearinkerzen
Stearin wird selten für die Kerzenherstellung verwendet, da Paraffin günstiger und universeller einsetzbar ist. Von den 163.532 Tonnen Kerzen, die im Jahr 2005 auf dem deutschen Markt verkauft wurden, betrug der Anteil der Stearinkerzen nach Schätzungen der Industrie 7 %. Bei steigenden Rohölpreisen kann sich der Anteil zugunsten von Stearinkerzen verschieben.
Stearinkerzen werden meist im Gießverfahren hergestellt. Ansonsten können Stearinkerzen wie Paraffinkerzen gepresst, gezogen und extrudiert werden. Da Stearin weniger geschmeidig ist und die Kerzen leichter brechen, wird oft Paraffin beigemischt. In Deutschland dürfen Stearinkerzen Beimischungen bis zu einem Anteil von 10 Prozent enthalten.
Stearinkerzen sind formstabiler als Paraffinkerzen bei Wärmeeinwirkung. Bei direkter Sonneneinstrahlung verbiegen sich Paraffinkerzen, da sie oft bereits ab etwa 40 °C erweichen, während Stearin bis zum Schmelzpunkt weitgehend fest bleibt. Viele Kerzen bestehen aus einem Gemisch von Paraffin und Stearin, beispielsweise im Verhältnis 80 % Paraffin zu 20 % Stearin. Teilweise wird Stearin auch zusammen mit Bienenwachs zur Herstellung von Kerzen verwendet.

### Gesundheitliche Auswirkungen von Kerzen aus Stearin
Auch Stearin-Kerzen verbrauchen Sauerstoff und geben Ruß und andere Aerosole an die Luft ab, weshalb sie potentiell gesundheitsschädlich sind. Die Schadstoffmengen sind jedoch gering, insbesondere wenn auf das RAL-Gütezeichen geachtet wird. Kerzen sollen zugluftfrei stehen und nicht durch Ausblasen gelöscht werden.

## Umweltbilanz
Stearin wird aus pflanzlichen oder tierischen, mithin nachwachsenden Rohstoffen gewonnen. Problematisch ist, wenn zur Gewinnung von Pflanzenöl Wälder gerodet werden, wie es etwa bei Palmöl oft der Fall ist. Durch die Brandrodung von Torfwald kann im Vergleich zur Verwendung von Paraffin bis zur siebenfachen Menge an CO2 freigesetzt werden. Als Bio-Kerzen dürfen nur Stearinkerzen bezeichnet werden, die aus nachhaltig angebauten Rohstoffen hergestellt werden. Die Produktion nach RSPO-Richtlinien („Runder Tisch für nachhaltiges Palmöl“ – englisch: Roundtable on Sustainable Palm Oil – unter Beteiligung des WWF) ist neben dem Siegel für kontrolliert biologischen Anbau bislang das einzige Nachhaltigkeitssiegel für Palmöl auf dem Markt. Bei vielen Umwelt- und Naturschutzorganisationen ist der RSPO umstritten. Unter anderem, weil die Hersteller des Palmöls ihre Zertifizierer selbst auswählen und bezahlen, der RSPO keine unabhängigen Prüfungen der Zertifikate vornimmt und die Palmölindustrie den RSPO dominiert.
Stearin-Kerzenreste, die nur natürliche oder naturidentische Farbstoffe enthalten, können zwar kompostiert werden. Die Unterscheidung von den meist benutzten Paraffinkerzen ist jedoch visuell nicht möglich. Eine Entsorgung über den Hausmüll ist daher dienlicher, da dieser meist verbrannt wird und so die enthaltene Energie genutzt wird.